# Els records glaçats
Els records glaçats és una pel·lícula documental espanyola del 2013 escrita i dirigida per Albert Solé. Fou rodada en català i en castellà. Fou produïda per Minimal Films en coproducció amb Televisió de Catalunya.

## Sinopsi
En el 1986 quatre científics catalans del CSIC van aconseguir arribar a l'Antàrtida i gràcies a uns col·legues poloesos van plantar la seva tenda de campanya a l'illa Decepció per a forçar a l'estat espanyol a vincular-se al tractat antàrtic i posar-hi una base, cosa que passaria el 1988. El líder de l'expedició, el doctor Antoni Ballester i Nolla, acabaria sofrint un ictus que va portar a Josefina Castellví a dirigir la petita instal·lació en una època de recursos limitats per al programa antàrtic. Després de jubilar-se, ara fa vint anys, Josefina va decidir enfrontar-se als fantasmes del passat i tornar a l'Antàrtida, el paradís perdut dels anys més intensos de la seva vida. L'any del 25è aniversari de la creació de la base espanyola, va preparar el que serà el seu viatge de comiat del continent blanc.

## Nominacions
Fou nominada al Gaudí a la millor pel·lícula documental.